# Colloderma
Colloderma ist eine Gattung aus der Familie der Stemonitidae. Die Gattung umfasst vier Arten und ist weltweit zu finden.

## Merkmale
Die Fruchtkörper sind gestielte oder ungestielte Sporokarpe, selten Plasmodiokarpe. Das Peridium ist zweilagig, die äußere Lage ist frisch gallertartig, nach der Trocknung hornartig und brüchig, zerfällt daher auch allmählich, die häutige, innere Lage hingegen ist dauerhaft. Das verzweigte bis netzartige Capillitium wächst strahlenförmig vom Ansatz zur Peridie. Die Sporen sind in der Masse dunkelbraun bis fast schwarz.

## Verbreitung
Die Gattung ist weltweit verbreitet, zwei Arten (Colloderma oculatum, Colloderma robustum) finden sich auch im deutschsprachigen Raum.

## Systematik und Forschungsgeschichte
Die Gattung wurde 1910 von Giulielma Lister erstbeschrieben, Typusart ist die bereits 1894 von Christian Lippert als Didymium oculatum erstbeschriebene Colloderma oculatum. Die Gattung umfasst vier Arten:
- Colloderma oculatum
- Colloderma robustum
- Colloderma crassipes
- Colloderma macrotubulatum

## Nachweise
1. 1 2 3  Hermann Neubert, Wolfgang Nowotny, Karlheinz Baumann, Heidi Marx: Die Myxomyceten Deutschlands und des angrenzenden Alpenraumes unter besonderer Berücksichtigung Österreichs. Band 3: Stemonitales. Karlheinz Baumann Verlag, Gomaringen 2000, ISBN 3-929822-02-4, S. 37–40.